# Церква «Отче наш»
Церква «Отче наш» (фр. Église du Pater Noster) — римо-католицька церква у Єрусалимі. Церква розташована на території монастиря кармелітів на Оливковій горі. Традиційно вважається що на цьому місці  Ісус Христос навчав своїх учнів молитися молитви Отче наш (Лк. 11:1-4).
На цьому місці з часів імператриці Олени знаходилася Базиліка Елеони побудована у 326–333 роках у часі разом з Храмом Гробу Господнього та Храмом Різдва Христового у Вифлеємі. Базиліку зруйнували перси у 614 році. Земельну ділянку у 1868 році викупила французька принцеса Аврелія Латур д'Овернь. У 1874/75 роках збудовано церкву, якою опікуються кармелітки з Франції.
У Клуатрі та коридорах церкви молитву Отче наш можна прочитати на керамічних плитках 140 мовами у тому числі і українською.

## Галерея

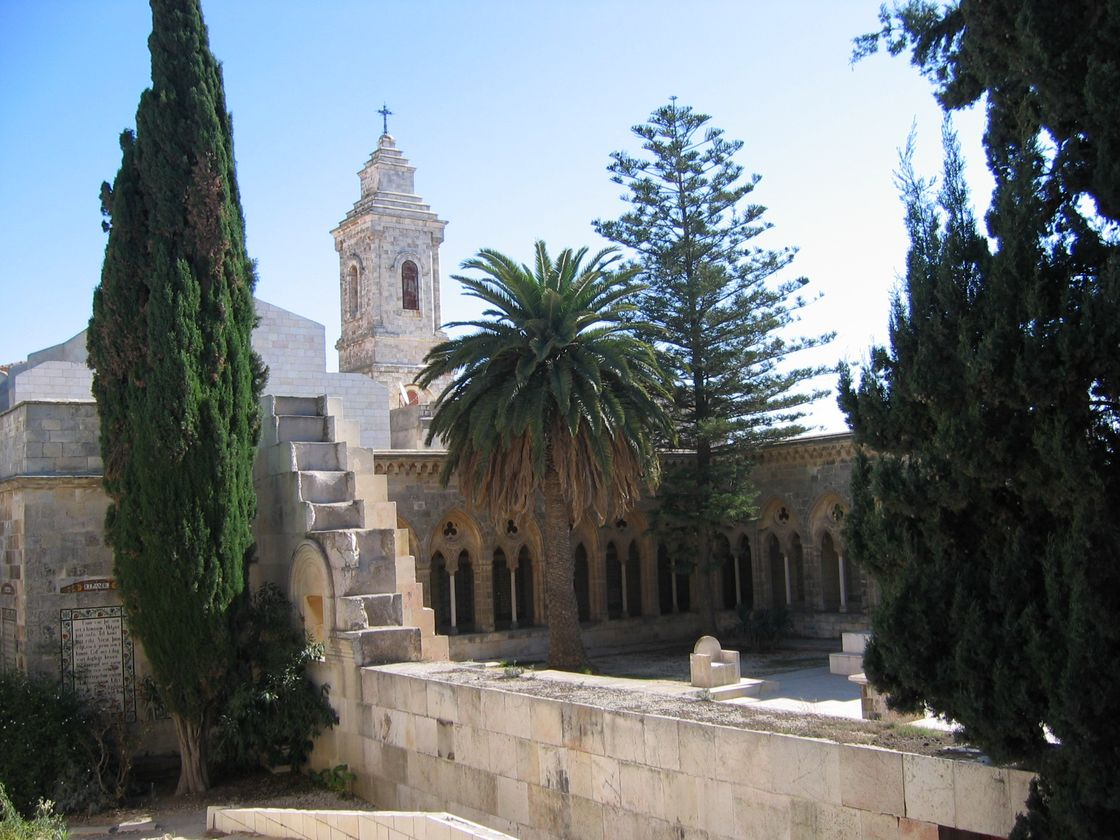
Вид з боку
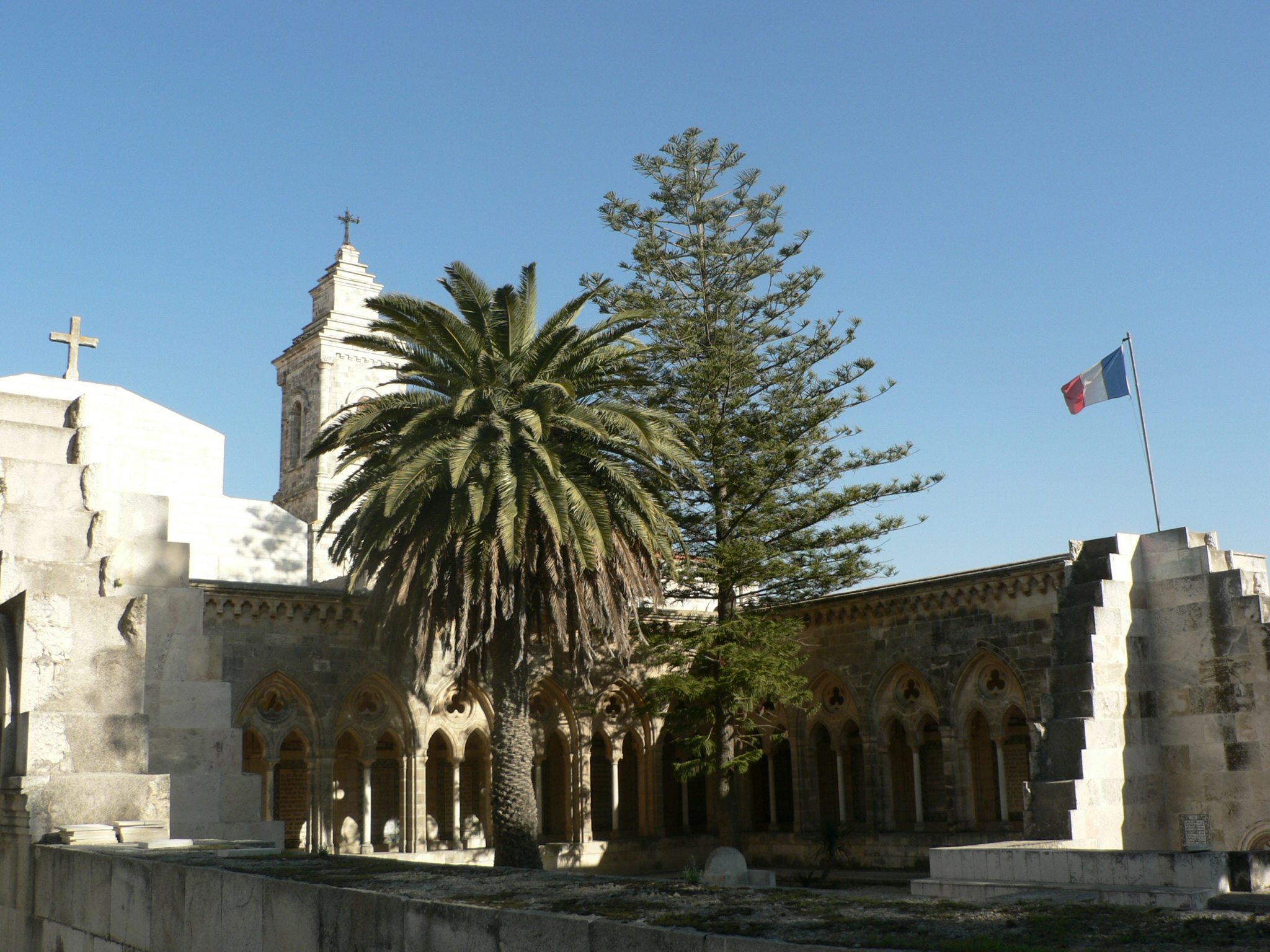
Незавершена стіна
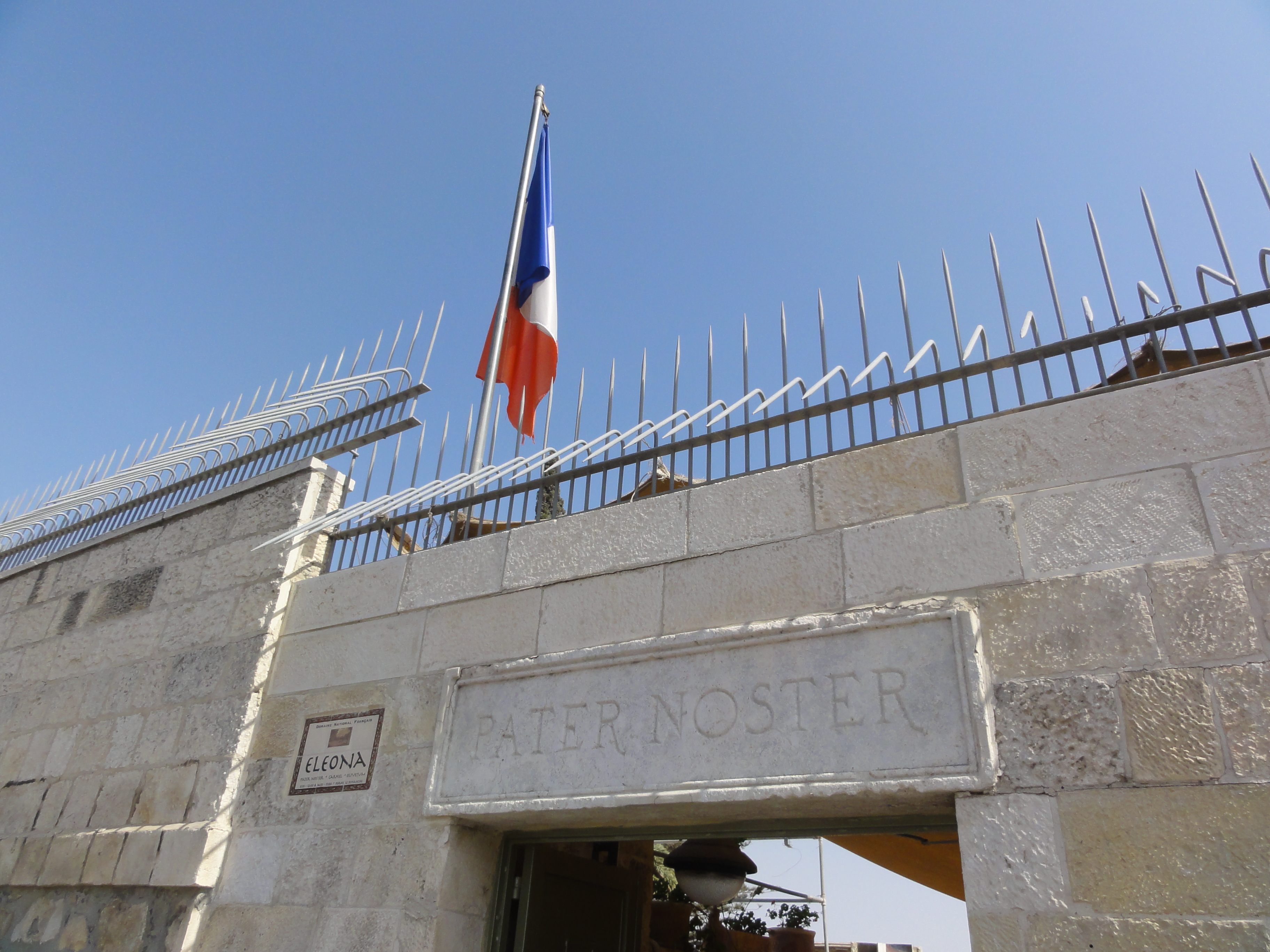
Прапор Франції над церквою
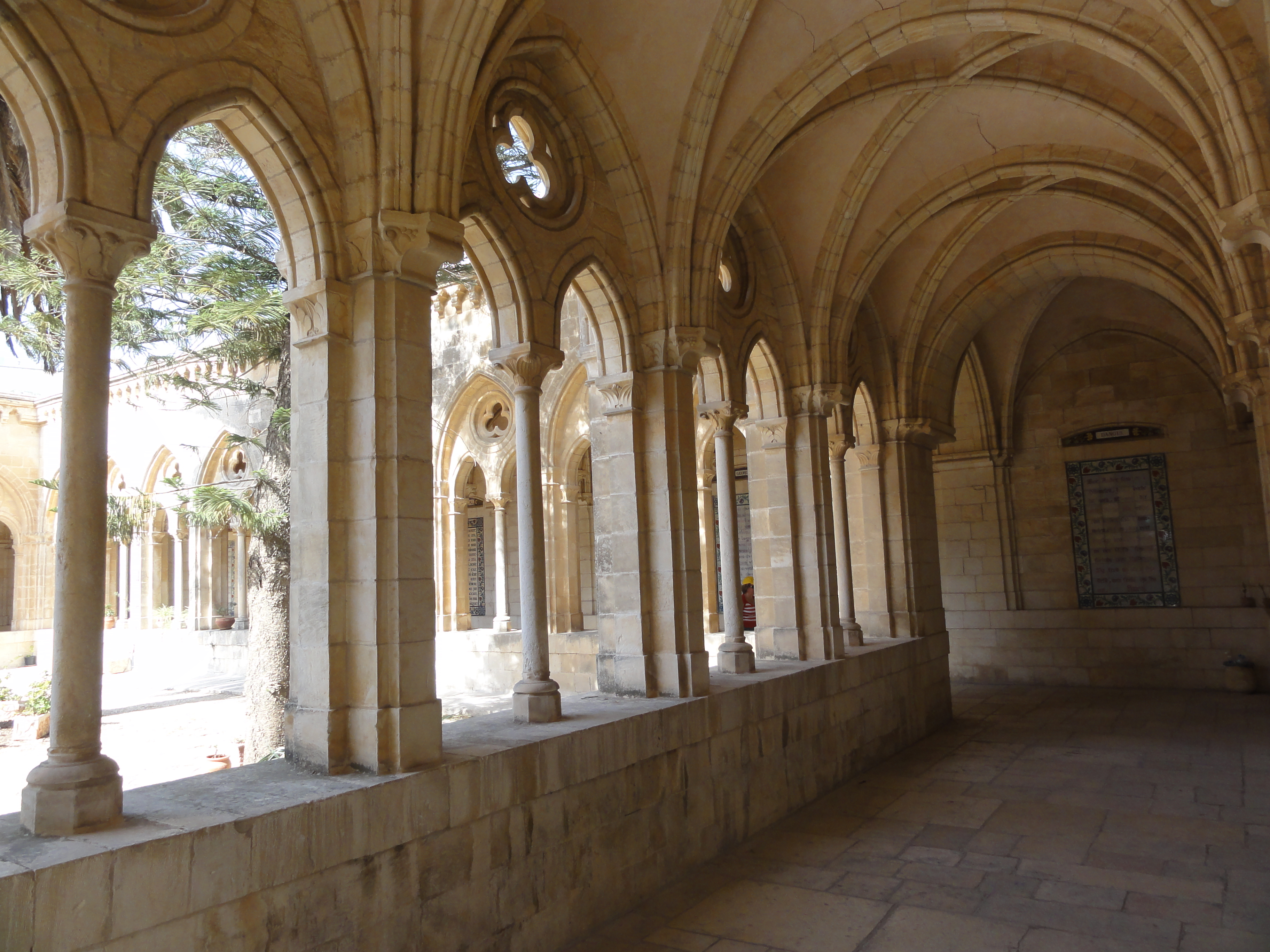
Вид з колонади
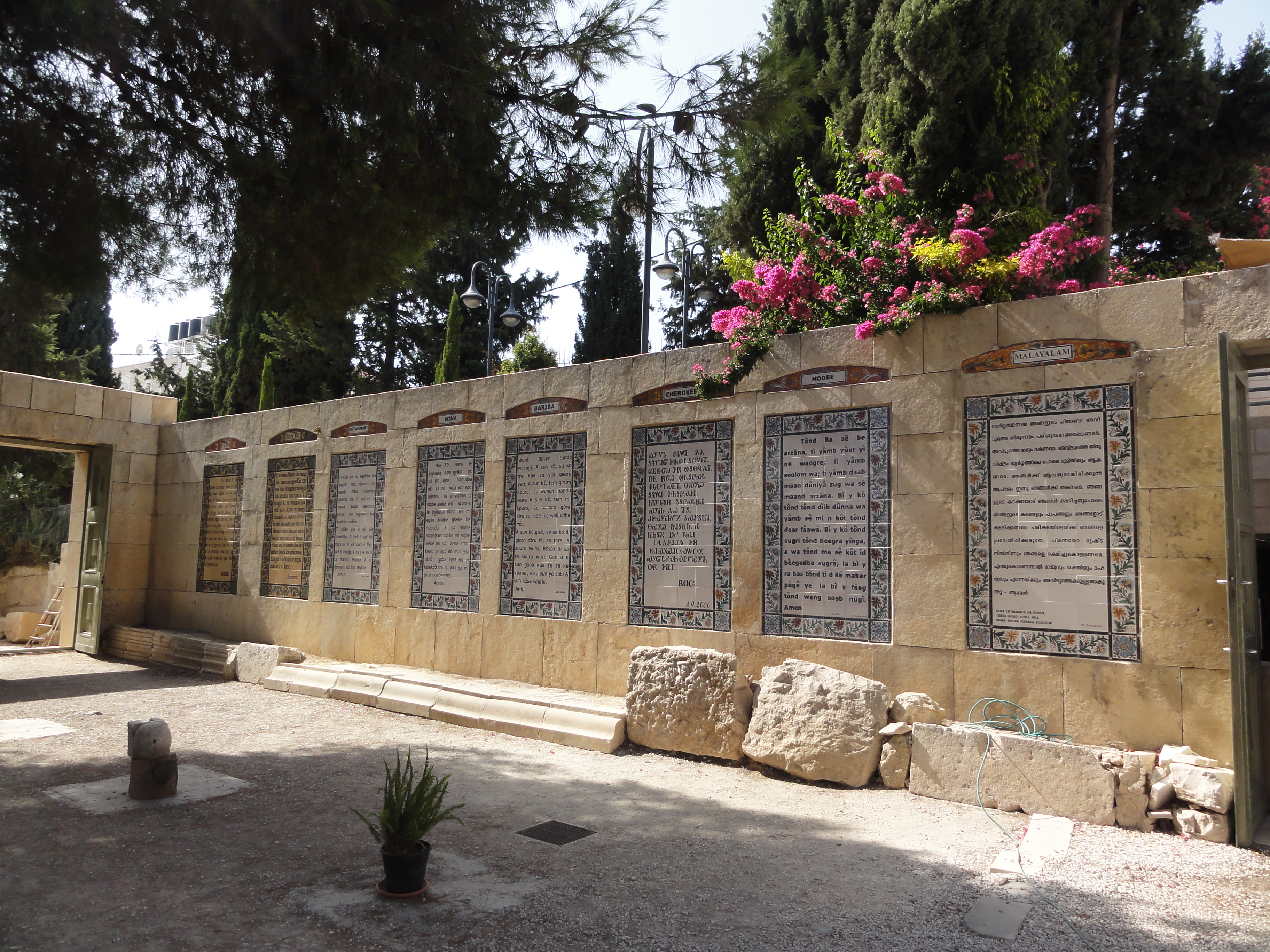
Отче наш багатьма мовами
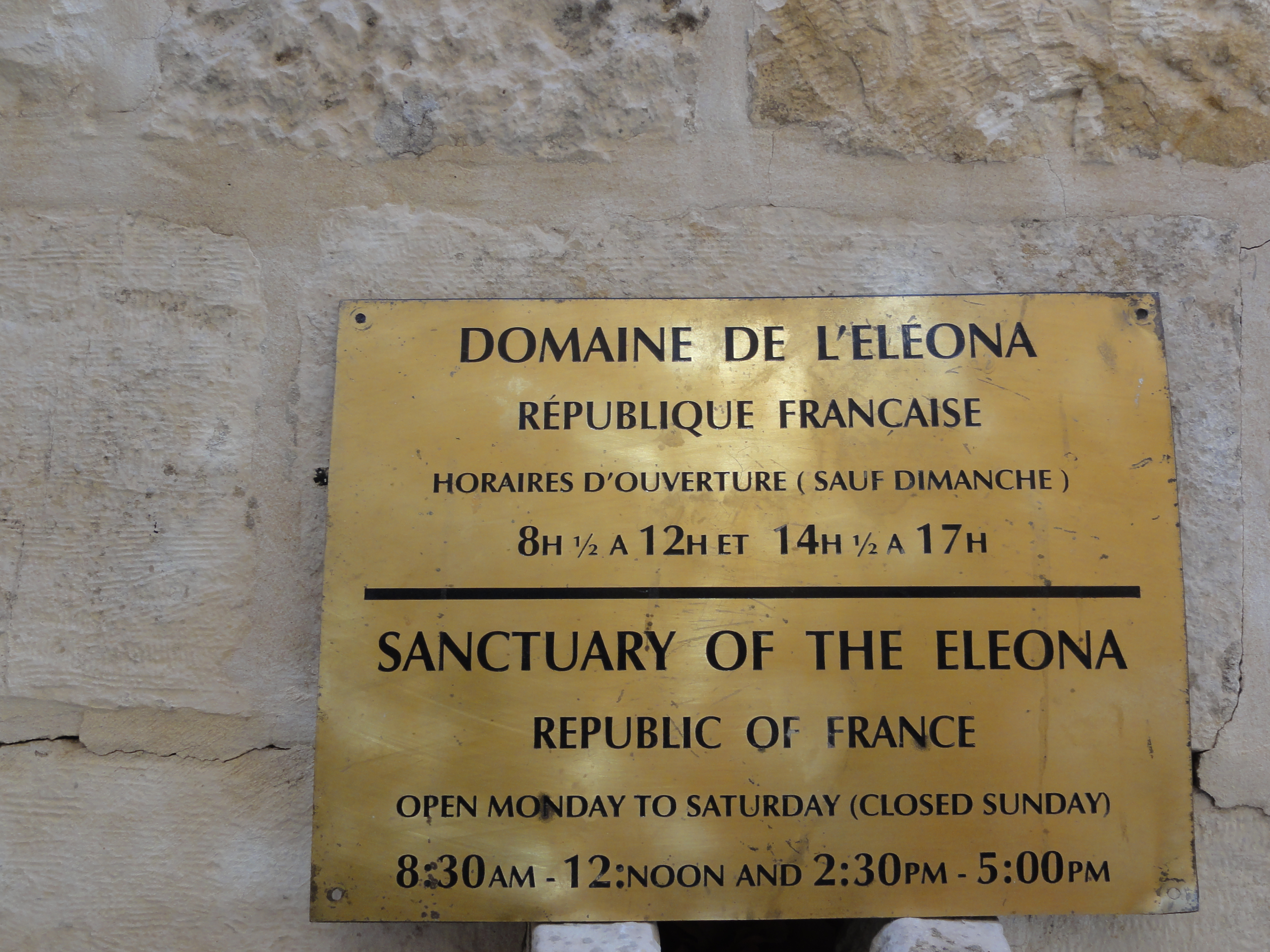
Дошка французькою та англійською мовами
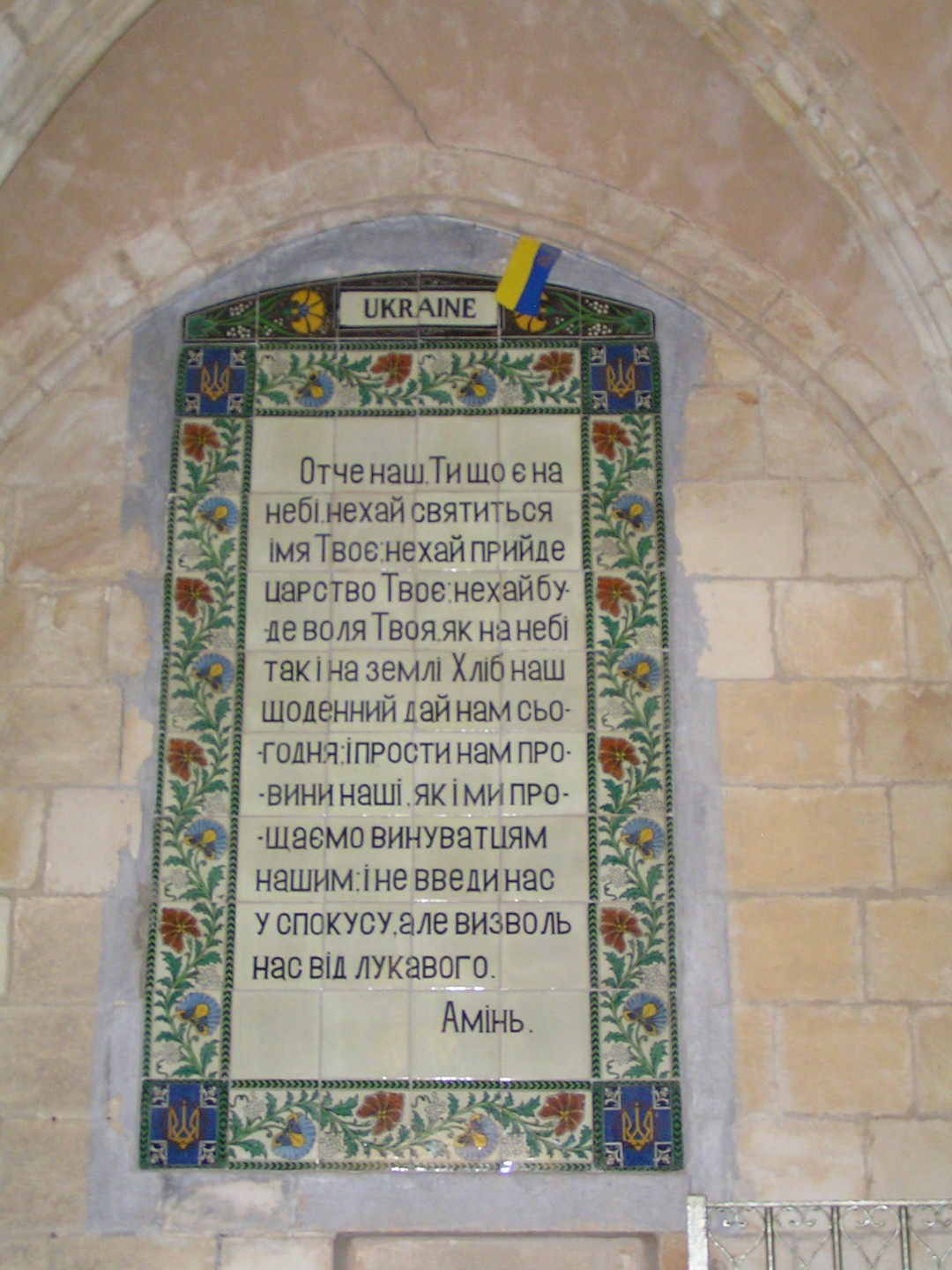
«Отче наш» українською мовою